# ساحل رز
ساحل رز (ژاپنی: サヘル・ローズ، زادۀ ۲۹ مهر ۱۳۶۴ در ایران با نام اصلی نرگس) هنرپیشهٔ ایرانی-ژاپنی و سفیر حسن نیت سازمانی بین‌المللی-غیردولتی در زمینهٔ کودک در ژاپن است.

## پس‌زمینهٔ خانوادگی
ساحل رز که در زمان جنگ ایران و عراق فقط ۴ سال داشت به همراه پدر و مادر و ۱۱ خواهر و برادرش به تهران مهاجرت کرد. روزی پدر، او و چهار خواهر بزرگترش را در پارکی رها کرده و وعده بازگشت می‌دهد ولی دیگر بازنگشت. مردم محله با پلیس تماس گرفته و پس از مدتی به یتیم‌خانه منتقل شد. زنی به نام فلورا، او را در ۶ سالگی به فرزندی گرفت و در ۸ سالگی به همراه وی به ژاپن مهاجرت کرد.
فلورا در دسامبر ۲۰۱۷ به سرطان پستان مبتلا شد و تحت عمل جراحی قرار گرفت و در حال حاضر بیماری او تحت کنترل است.

## فعالیت در ژاپن
ساحل رز کتاب زندگی خود را بنام از جنگ تا بازیگری نوشته که توسط تلویزیون آموزشی ان‌اچ‌کی به‌عنوان مستند تهیه و پخش شد.
ساحل رز در زمان تحصیل در دبیرستان به‌عنوان گزارشگر رادیو Wave فعالیت می‌کرد و سپس در رشته فناوری اطلاعات فارغ‌التحصیل شد. او پس از گذراندن رشته گویندگی و بازیگری، در چند فیلم تبلیغاتی بازی کرد و به سینما راه پیدا کرد. از جمله نقش‌های وی دختری ایرانی بنام نعیمه در فیلم شمال باختر بود.
مستند توشی‌هیکو ایزوتسو سال ۱۳۹۸ به بازیگری ساحل رز در ایران و ژاپن تهیه شده‌است.
ساحل رز آرزو دارد که برای کودکان کار و کودکان بی سرپرست پناهگاه بسازد به همین منظور او سفرهایی به سوریه و عراق و بنگلادش داشته‌است. او برای کودکان یتیم ایزدی که والدینشان توسط داعش کشته شده‌اند طرحی آماده کرد. بنا به مستند تلویزیونی ان اچ کی ژاپن ، او همچنان به خانوادگان ایزدی و کرد کمک مالی می فرستد. 

## یادداشت
1. ↑  West North West (2020)